# Girsu
Girsu (𒄈𒋢𒆠) fou una ciutat estat de Mesopotàmia actual tell Telloh a la governació de Dhi Qar a l'Iraq. estava a 25 km al nord-oest de Lagash. Degut al valor inicial nasal ŋ, la transcripció de Ĝirsu és sovint Ngirsu, però apareix també com G̃irsu, Girsu, Jirsu..
Estava probablement habitada ja en el període d'Ubaid (5300-4800 aC), però no es detecten signes d'activitat rellevant fins al primer període dinàstic (2900-2335 aC). En temps de Gudea de Lagash, en la segona dinastia de Lagash, Girsu va esdevenir la capital d'aquest estat i va romandre després com el seu centre religiós quan el poder polític es va traslladar a Lagash. A la tercera dinastia d'Ur (Ur III) fou centre administratiu de l'imperi, però a la caiguda d'Ur va declinar, i posteriorment va passar a Babilònia; va romandre habitada fins vers el 200 aC.
Fou la primera de les ciutats sumèries excavades, primer sota el cònsol francès a Bàssora Ernest de Sarzec, de 1877 a 1900, seguit pel seu successor Gaston Cros de 1903 a 1909. És un jaciment arqueològic força ric, del qual s'han extret més de 50.000 tauletes amb signes d'escriptura cuneïforme. S'hi han trobat fragments de l'estela dels Voltors. Els sistemes d'excavació no foren apropiats i alguns materials es van deteriorar; a més s'hi van fer excavacions il·legals.